# Charles Stewart, III marchese di Londonderry
Charles William Stewart, III marchese di Londonderry, noto anche come Charles Vane (Dublino, 18 maggio 1778 – Londra, 6 marzo 1854), è stato un politico e ufficiale irlandese.
Diplomatico di rilievo durante gli anni delle Guerre napoleoniche, nel 1810 Steward venne nominato Inviato Straordinario alla corte prussiana a Berlino e rimase in tale posizione sino alla fine della guerra nel 1814. Nel 1815 venne nominato Ambasciatore britannico a Vienna (posto che mantenne per nove anni) e presenziò con questo titolo al Congresso di Vienna.

## Biografia

### Infanzia ed educazione
Charles Stewart l'unico figlio maschio di Robert Stewart, I marchese di Londonderry, e della sua seconda moglie, lady Frances Pratt, figlia di Charles Pratt, I conte Camden. Robert Stewart, visconte Castlereagh, fu suo fratellastro. Studiò all'Eton College ed entrò nell'esercito britannico nel 1794, a 16 anni, raggiungendo ben presto il grado di tenente.

### Carriera militare

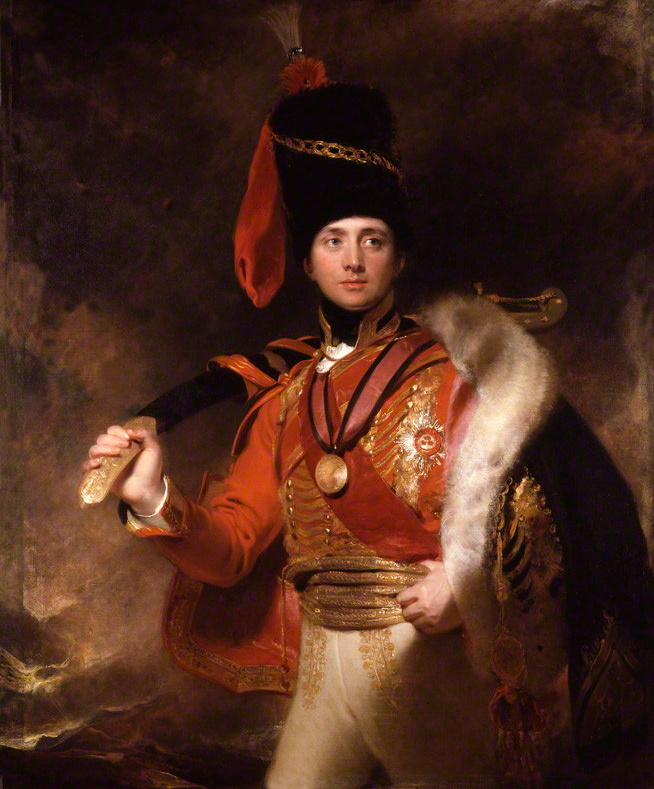
Ritratto di Charles Stewart, III marchese di Londonderry di Thomas Lawrence.

Combatté nelle Fiandre nel 1794, ed è stato tenente colonnello del 5º reggimento dei Dragoni irlandesi e contribuì a sedare la ribellione irlandese del 1798.
Nel 1803 venne nominato aiutante di campo di re Giorgio III, e quattro anni più tardi divenne Sottosegretario di Stato per la Guerra e le Colonie. Durante la campagna Coruña (1808-1809) comandò una brigata di cavalleria, e svolse un ruolo di primo piano nella battaglia di Benavente contro la cavalleria nemica. Nell'aprile del 1809 venne nominato aiutante generale di Sir Arthur Wellesley con le forze britanniche che hanno combattuto nella guerra peninsulare, dove si distinse nella battaglia del Buçaco e in quella di Talavera. Egli ricevette molti complimenti dal parlamento nel 1810 per il coraggio e l'intraprendenza dimostrati, ed il 20 novembre 1813 divenne colonnello del 25th Light Dragoons, divenendo cavaliere dell'Ordine del Bagno in quello stesso anno. Sino alla fine della guerra fu Inviato Straordinario e Ministro Plenipotenziario a Berlino e fu anche Commissario Militare presso gli eserciti alleati, venendo ferito nella Battaglia di Kulm.
Avendo ricevuto numerose onorificenze straniere, Stewart venne anche nobilitato nel 1814 col titolo di Barone Stewart di Stewart's Court e Ballylawn nella contea di Donegal. In quello stesso anno ricevette delle lauree honoris causa da parte delle università di Oxford e Cambridge e venne ammesso nel Consiglio Privato del re, nonché nominato Lord of the Bedchamber presso Giorgio III. Il re, che riponeva in lui la massima fiducia, lo nominò ambasciatore a Vienna, incarico che mantenne per nove anni, e fu presente al Congresso di Vienna assieme al suo fratellastro lord Castlereagh come uno dei plenipotenziari britannici, dove, come esposto dal rinomato storico Adam Zamoyski nel suo libro "Rites of Peace: The Fall of Napoleon and the Congress of Vienna", egli diede spettacolo di sé con un comportamento da gradasso, apparendo spesso brillo e frequentando prostitute apertamente, palpeggiando le dame in pubblico e addirittura venendo trovato una sera a fare a pugni con un cocchiere viennese (rissa dalla quale venne prelevato per tempo).
Nel 1816 venne nominato Cavaliere di Gran Croce dell'Ordine Reale Guelfo e colonnello del 10th (The Prince of Wales's Own) Regiment of (Light) Dragoons (Hussars) il 3 febbraio 1820.

### Carriera politica
Nel 1800 fu eletto alla Camera dei Comuni irlandese come rappresentante Tory per Thomastown, County Kilkenny e dopo solo due mesi scambiò questo posto per quello di County Londonderry. Nel 1801 rappresentò Londonderry nella Camera dei Comuni britannica fino al 1814.
Fu nominato Lord luogotenente di Durham nel 1842 e l'anno successivo divenne colonnello del 2º Reggimento di Life Guards. Infine è stato fatto un Cavaliere della Giarrettiera nel 1853.

### Morte
Morì il 6 marzo 1854, all'età di 75 anni.

## Matrimoni e figli
Sposò, l'8 agosto 1804, Lady Catherine Bligh, figlia di John Bligh, III conte di Darnley, e di Mary Stoyte. Ebbero un figlio:
- Frederick Stewart, IV marchese di Londonderry (1805-1872)

Sposò, il 3 aprile 1819, Lady Frances Vane-Tempest, figlia di Sir Henry Vane-Tempest, II Baronetto, e Anne MacDonnell, contessa di Antrim. Ebbero sei figli:
- George Vane-Tempest, V marchese di Londonderry (1821-1884)
- Lady Frances Anne Emily Vane (1822-1899), sposò John Spencer-Churchill, VII duca di Marlborough, ebbero undici figli;
- Lady Alexandrina Maria Octavia Vane (1823-1874), sposò Henry Dawson-Damer, III conte di Portarlington, non ebbero figli;
- Lord Adolphus Frederick William Charles Vane-Tempest (1825-1864), sposò Lady Susan Pelham-Clinton, ebbero un figlio;
- Lady Adelaide Emelina Caroline Vane (1830-1882), sposò il reverendo Henry Frederick Law, non ebbero figli;
- Lord Ernest McDonnell Vane-Tempest (1836-1885), sposò Mary Townshend Hutchinson, ebbero un figlio.